# Dagohoy
Dagohoy (in passato Colonia) è una municipalità di sesta classe delle Filippine, situata nella Provincia di Bohol, nella Regione del Visayas Centrale.
Dagohoy è formata da 15 baranggay:
- Babag
- Cagawasan
- Cagawitan
- Caluasan
- Can-oling
- Candelaria
- Estaca
- La Esperanza
- Mahayag
- Malitbog
- Poblacion
- San Miguel
- San Vicente
- Santa Cruz
- Villa Aurora